# Joyeux animaux de la misère
Joyeux animaux de la misère est un texte de fiction de Pierre Guyotat paru chez Gallimard, en 2014.
Le texte met en scène une mégapole elle-même constituée de sept mégapoles dans l'une desquelles se trouve un district « chaud » et son bordel. Le récit des aventures de trois personnages du bordel est mené dans une langue de comédie, crue et enjouée, avec des dialogues à la fois obscènes, naïfs et poétiques,,.
Une suite est parue en 2016 : Par la Main dans les Enfers.
L’œuvre a fait également l'objet d'une adaptation théâtrale par Stanislas Nordey, sur musique  électronique, présenté au festival parisien ManiFeste, organisé par l'Institut de recherche et coordination acoustique/musique (IRCAM).